# Prêmio Top of Mind de Recursos Humanos
O Prêmio Top of Mind de RH é uma homenagem às empresas fornecedoras de produtos e serviços para áreas de RH das corporações, empresas com melhores práticas em alguns subsistemas de RH e executivos relevantes do setor. Estas empresas e executivos são reconhecidos em função da lembrança dos seus nomes pelos profissionais que trabalham nas áreas de recursos humanos das organizações privadas e públicas do Brasil. A premiação foi criada pela Fênix Editora em 1997 e, desde então, realizada todos os anos. Atualmente o Grupo TopRH (www.grupotoprh.com.br) é a empresa responsável pela premiação . 
A missão do Prêmio é tornar conhecidas as empresas fornecedoras de produtos e serviços para RH que durante determinado período desenvolveram ações comerciais e de marketing relevantes junto ao público-alvo. Ações que elevaram ao nível máximo de lembrança suas marcas junto aos profissionais que compram seus serviços e produtos. Além disso, o prêmio homenageia os times de RH das organizações privadas e públicas que aplicaram as melhores práticas em Gestão de Pessoas em cinco áreas básicas da administração de Recursos Humanos, e, finalmente, homenageia quatro categorias de profissionais que mais se destacaram.
A estrela do troféu do prêmio Top of Mind de RH representa, simbolicamente, o auge da capacidade de relacionamento positivo e eficaz junto ao mercado consumidor.
A participação das empresas e profissionais premiáveis se dá via indicação de profissionais atuantes nas áreas de RH das organizações e que integram um Colégio Eleitoral específico. A participação nesta premiação é sempre gratuita, tanto para os integrantes do Colégio Eleitoral quanto para as empresas e profissionais indicados para o prêmio.

## Como funciona o prêmio Top of Mind de RH

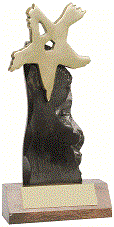
Troféu Prêmio Top of Mind de RH

O processo eleitoral é dividido em duas fases:
- Na primeira, os integrantes do Colégio Eleitoral votam nas empresas que estão presentes em sua memória entre as vinte e três categorias do segmento de fornecedores de produtos e serviços para a área, três categorias de empresas com melhores práticas em Gestão de Pessoas e quatro categorias de profissionais destaque.(*)

- Na segunda, com a compilação dos votos da primeira identificando-se os TOP5 e TOP3, os mesmos profissionais de RH - integrantes do Colégio Eleitoral - apontam aquela marca, time de RH ou ainda o profissional de destaque mais representativo. Os mais votados nesta fase ganham o troféu mais desejado da comunidade de RH brasileira, o TOP OF MIND DE RH.

(*) Em 2.021 foi criada a Categoria Especial para que, a cada ano, sejam inclusas categorias pontuais conforme os desafios de gestão que vão sendo conhecidos e transpostos. Para 2.025  lançamos a Categoria Especial TOP5 "Plataforma de serviços para o RH" e Categorias Espeiciais TOP3 "Eventos do Segmento" e "Associações do Segmento".

### Como participar
Para os que podem ser indicados ao prêmio (empresa fornecedora de produtos e serviços para Gestão de Pessoas; times de RH cuja empresa tenha boa prática em uma das três atividades básicas em Gestão de Pessoas e profissional que busca reconhecimento pelo seu trabalho): a participação acontece pelo voto dos profissionais de RH, integrantes do Colégio Eleitoral. O Grupo TopRH - responsável pela premiação - não indica/insere, por conta própria, nomes na lista dos votados.
Para os profissionais que atuam nas áreas de RH e desejam integrar o Colégio Eleitoral é necessário preencher uma brevíssima inscrição(clique aqui) e submeter ao Grupo TopRH para análise da adequação aos critérios do Regulamento (conheça o Regulamento clicando aqui). Por ser auditado por empresa independente, é necessário que todas as informações sejam avaliadas e validadas.
A PARTICIPAÇÃO NO TOP OF MIND DE RH É GRATUITA, tanto para os integrantes do Colégio Eleitoral quanto para as empresas e profissionais indicados para o prêmio.